# ブリタニア (戦艦)
ブリタニア（英語: HMS Britannia）は、イギリス海軍の戦艦。キング・エドワード7世級戦艦の1隻。その名を持つ艦としては6隻目。

## 艦歴
ブリタニアは1904年2月4日に起工し、1904年12月10日に進水、1906年9月に就役した。
第一次世界大戦の休戦直前の1918年11月9日、ブリタニアはトラファルガー岬で UB50 による魚雷1本を左舷に受け沈没した。ブリタニアはシエラレオネからの船団護衛をアメリカ軽巡洋艦チェスター (CL-1) と交代し、ジブラルタルへ向かっている途中であった。